# 磁気研究所
株式会社磁気研究所（じきけんきゅうじょ、英: Magnetic Laboratories Co.,Ltd）は、東京都千代田区に本社を置くパソコン部品および周辺機器の製造販売を行う企業である。
英社名の「Magnetic Laboratories」からとった「MAG-LAB」ブランド、および「HIDISC」ブランドで知られている。

## 概要
1979年に創業。創業時より記録メディアの製造・販売を専門としている。本社は秋葉原駅前の電気街にあり、建物の1階は店舗「MAG-LAB」となっている。
秋葉原電気街における「MAG-LAB」は、記録メディアの専門商社として、バーベイタムのフロッピーディスクなど有名メーカーの製品が安く買え、得体の知れないノーブランドのフロッピーディスクなどはさらに安く買える、1980年代からの名物店舗である。2020年代においては、8インチフロッピーディスク、オープンリールテープ、ZIPなどと言った、一部で根強い需要がある歴史的な記録メディアを含むあらゆる記録メディアを大量に在庫し、実店舗やネット店舗で販売している。そのため、何十年も前に製造中止となった記録メディアが新品で購入できる。台湾KINGMAX社や米国マイクロン・テクノロジ社の代理店として、フラッシュメモリやDRAMなどの半導体メモリを販売している。また、モバイルバッテリーやスマートバンドなど各種のガジェットも販売している。
メーカーとしては、SDカード、USBメモリ、オーディオ用カセットテープなどの記録メディアを自社ブランドで製造、販売している。
2005年に松下進によるコーポレートマークを策定。創業者である斉藤代表の時空を超えたユートピア観を表している。
主力製品となる記録メディアは時代によって移り変わっている。創業時はフロッピーディスクが主力で、会社案内によると、当時日本では販売されていなかった8インチフロッピーを日本で初めて扱ったという。2020年代においてはSDカードやUSBメモリの製造販売が主力で、「HIDISC」というブランド名で展開している。このブランド名は記録メディアのみならず、LED電球やケーブルなど磁気研究所が扱う製品全般に使われている。また、カセットテープなど一部の製品では「MAG-LAB」のブランドがデザインされたコーポレートマークも併用されている。
2023年（令和5年現在、SDカードやUSBメモリをダイソーやキャンドゥなどの百円ショップに卸して全国的に展開している。
社内に記録メディアのチェック体制があり、「太鼓の達人」などアーケードゲームで使われるSSDも磁気研究所で入念に選別している。
2015年（平成27年）末に光学メディア事業から撤退した太陽誘電の設備を譲り受け、2016年（平成28年）にDVD-R/CDメディア「TYシリーズ」の販売を開始。「That's 福島」（「That's」ブランドで知られた光学メディアの製造終了に伴い福島太陽誘電に商号変更）時代の設備を引き継いだ「日本製　品質」を謳いつつ、製造は台湾CMCマグネティクス社に委託され、製造国は日本から台湾になった。
2020年（令和2年）9月にカセットテープ製造から撤退した東京電化（NAGAOKAブランドで販売）の設備を譲り受け、2021年（令和3年）に磁気研究所水戸工場において、オーディオ用カセットテープの国内製造を開始。2023年（令和5年）現在、マクセルと並んでカセットテープの製造を行う日本メーカー2社のうちの一つであり、「Made in Japan」のカセットテープを製造する唯一のメーカーである。生テープでの販売のほか、楽曲をカセットでリリースしたいアーティスト向けにプレスも行っている。

## 主な製品
- メモリ
- フラッシュメモリ
- 記録メディア（コンパクトカセット、CD-Rなど）
- モバイルバッテリー
- ガジェット
- トナー

他

## 事業所
- 本社（東京都千代田区）
- 大阪支社（大阪市中央区）
- 福岡営業所（福岡市中央区）
- デュプリケーションセンター（東京都台東区）
- 物流センター（東京都江東区）